# Epilobium anagallidifolium
Epilobium anagallidifolium es una planta de la familia de las onagráceas.

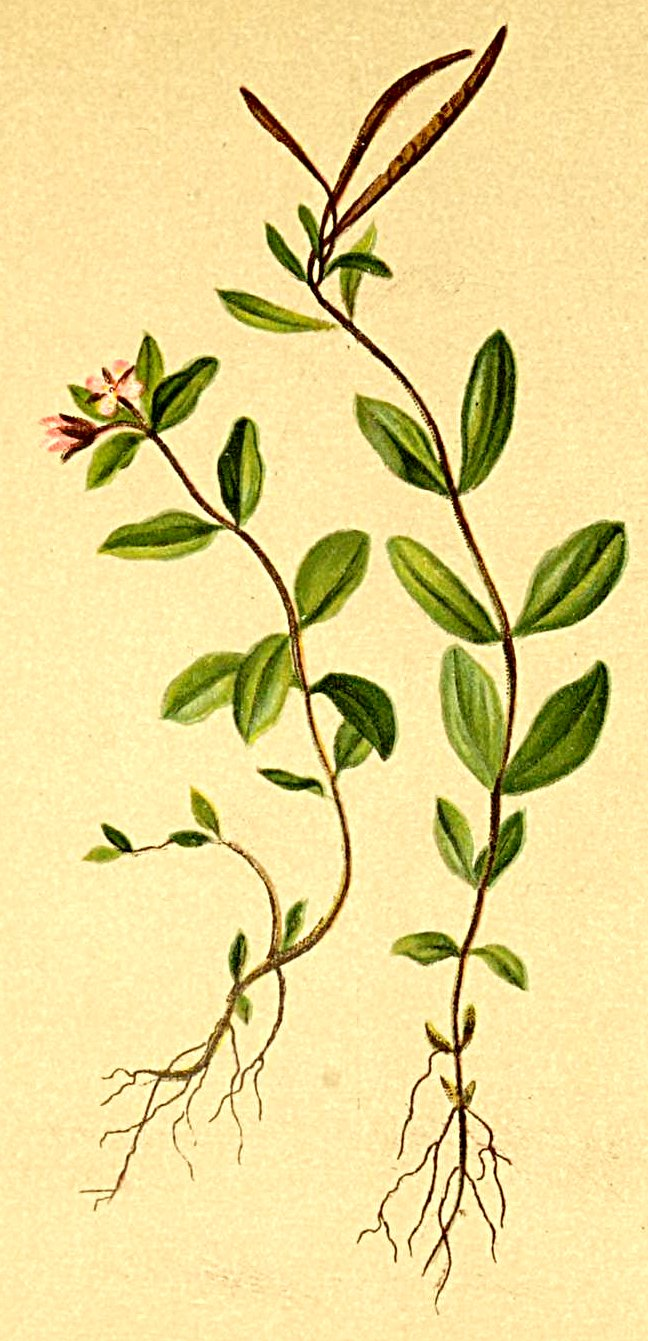
Ilustración

## Descripción
Hierba perenne, rastrera, más o menos cespitosa. Tallos ascendentes, más o menos flexuosos, simples, con costillas poco marcadas, de hasta 10 cm de longitud. Hojas inferiores opuestas, las superiores alternas; hojas medias y superiores de estrechamente ovadas a elípticas; todas de margen casi entero o las superiores levemente denticuladas; corola con 4 pétalos escotados; de color rosado o púrpureo; 8 estambres; ovario situado por debajo del resto de las piezas florales; estigma en forma de clavo; Fruto en cápsula linear de hasta 35 mm. Florece en verano.

## Hábitat
Fisuras húmedas, ciénagas de montaña, lugares muy húmedos.

## Distribución
Europa ártica y alpina. En Gran Bretaña, España, Albania, Austria, Bulgaria, Finlandia, Alemania, Grecia, Suiza, Islandia, Portugal, Noruega, Polonia, Rumanía, Rusia y Suecia.

## Taxonomía
Epilobium anagallidifolium fue descrita por  Jean-Baptiste Lamarck y publicado en Encyclopédie Méthodique, Botanique 2(1): 376. 1786.
Etimología
Epilobium: nombre genérico que proviene de las palabras griegas: epi = "sobre", y lobos = "una vaina o cápsula," como la flor y la cápsula aparecen juntas, la corola está soportad en el extremo del ovario.
anagallidifolium: epíteto latíno que significa "con las hojas de Anagallis".
Sinonimia
- Epilobium anagallidifolium var. pseudscaposum (Hausskn.) Hultén
- Epilobium anagallidifolium f. zapalowiczii Tacik
- Epilobium cernuum Pall. ex Hausskn.
- Epilobium dielsii H.Lév.
- Epilobium pseudoscaposum Hausskn.
- Epilobium repens Hill[5]